# Stachursky
Jacek Łaszczok, connu sous le pseudonyme Stachursky (né le 26 janvier 1966 à Czechowice-Dziedzice) est un chanteur polonais.

## Albums
- Taki jestem (1994)
- 1996 (1995) -  1 × Platine en Pologne
- Urodziłem się aby grać (1997) -  1 × Platine en Pologne
- Stachursky Mega Dance Mix (1997)
- 1999 (1998) -  1 × Platine en Pologne
- Moje najlepsze piosenki (1999) -  1 × Platine en Pologne
- 1 (2000) -  1 × Platine en Pologne
- Live 2001 (2001)
- Finał (2002) -  1 × Or en Pologne
- Moje najlepsze piosenki 2 (2003)
- Trwam (2005) -  1 × Platine en Pologne
- Wspaniałe polskie przeboje (2008) -  1 × Or en Pologne
- 2009 (2009) -  1 × Or en Pologne
- Wspaniałe polskie przeboje 2 (2010)
- The Very Best Of (2011)
- Boski plan (2012)
- 2K19 (2019)

## Récompenses et distinctions
- Superjedynki SuperChanteur en 2010
- Superjedynki Télédisque de l'année - Z każdym twym oddechem en 2007
- Superjedynki Musique à danser de l'année en 2002
- Superjedynki Musique à danser de l'année Fanaberia en 2001
- Superjedynki Musique à danser de l'année en 2000